# Fragmenta Floristica et Geobotanica
Fragmenta Floristica et Geobotanica (abreviado Fragm. Florist. Geobot.) fue una revista con ilustraciones y descripciones botánicas editada en Cracovia. Se publicaron 45 números entre los años 1953 y 2000 con el nombre de Fragmenta Floristica et Geobotanica. Materialy Floristiczne i Geobotaniczne. Fue reemplazada en el año 2001 por Polish Botanical Journal que continuó con el número 46.